# Puiu Hașotti

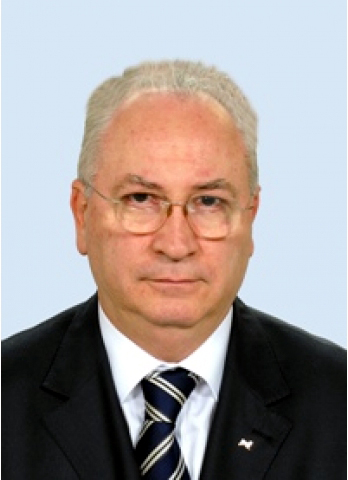
Puiu Hașotti (2012)

Puiu Hașotti (* 14. Juni 1953 in Constanța) ist ein rumänischer Politiker der Partidul Național Liberal (PNL), der unter anderem Mitglied der Abgeordnetenkammer und des Senats sowie 2012 im Kabinett Ponta I Minister für Kultur und nationales Erbe war.

## Leben
Puiu Hașotti, der zur Volksgruppe der Aromunen gehört, absolvierte nach dem Schulbesuch ein Geschichtsstudium an der Universität Bukarest, welches er 1976 beendete. Im Anschluss war er von 1977 bis 1990 als Museograph, Chefmuseograph sowie Chefforscher tätig und arbeitete anschließend 1990 und 1996 als Berater der Kulturdirektion im Kreis Constanța. Daneben lehrte er von 1990 bis 2012 als Dozent und außerordentlicher Professor an der Fakultät für Geschichte der Universität Ovidius Constanța. Während dieser Zeit arbeitete er 1994 mit einem Stipendium des Fulbright-Programms an der San Francisco State University (SFSU) und schloss 1995 seine Promotion zum Doktor der Geschichtswissenschaften mit der Dissertation „Fondul pretracic în Dacia Pontică“ ab, in der er sich mit dem prätrakischen Hintergrund im pontischen Dakien befasste.
Zu dieser Zeit begann Hașotti auch mit seinem politischen Engagement für die Nationalliberale Partei PNL (Partidul Național Liberal) und war zwischen 1994 und 2005 deren Vorsitzender in Constanța. Bei der Parlamentswahl am 3. November 1996 wurde er für die PNL im Wahlkreis „Nr. 14 Constanța“ zum Mitglied der Abgeordnetenkammer (Camera Deputaților) gewählt und gehörte dieser nach seiner Wiederwahl bei der Parlamentswahl am 26. November 2000 bis zum 12. Dezember 2004 an. Während dieser Zeit war er zudem von 1999 bis 2000 als Stellvertreter des Parteivorsitzenden Mircea Ionescu-Quintus erstmals Vizepräsident der PNL und danach zwischen 2001 und 2003 Mitglied des PNL-Politbüros.
Bei der Parlamentswahl am 28. November 2004 wurde Puiu Hașotti für die PNL im Wahlkreis „Nr. 14 Constanța“ dann erstmals zum Mitglied des Senats und gehörte diesem nach seinen Wiederwahlen bei den Parlamentswahlen am 30. November 2008 und am 9. Dezember 2012 bis zum 19. Dezember 2016 an. Er fungierte zwischen 2005 und 2009 als Stellvertreter des Parteivorsitzenden Călin Popescu-Tăriceanu abermals als Vizepräsident der PNL. Während seiner Senatsmitgliedschaft war er von Dezember 2005 bis Februar 2006 Vizepräsident des Senats und damit Stellvertreter des Senatspräsidenten Nicolae Văcăroiu. Im Anschluss wurde er 2006 Vorsitzender der PNL-Fraktion im Senat und gehörte vom 19. Dezember 2008 bis zum 18. Dezember 2012 dem Senatsausschuss für Menschenrechte, Religionen und Minderheiten (Comisia pentru drepturile omului, culte şi minorităţi) als Mitglied an. Er war außerdem vom 18. Mai 2011 bis zum 21. Mai 2012 Sekretär des Ausschusses für Rumänen im Ausland (Comisia Românilor de Pretutindeni).
Am 25. Juni 2012 wurde Hașotti, dem für seine Verdienste ihm die Medaille „König Mihai I. für Treue“ (Medalia ‚Regele Mihai I, pentru Loialitate‘) verliehen wurde, als Nachfolger von Mircea Diaconu zum Minister für Kultur und nationales Erbe (Ministrul culturii și patrimoniului național) in das Kabinett Ponta I berufen und gehörte diesem bis zum 21. Dezember 2012 an. Während der Staatskrise 2012 erklärte er, dass die Änderungen in den Statuten des Rumänischen Kulturinstituts ICR (Institutul Cultural Român) keinen Einfluss auf die Tätigkeit des Instituts haben werde. Das ICR stand jedoch nach eigenen Angaben vor dem Ruin, nachdem die Regierung bei ihrer Haushaltsumschichtung den Etat der Kultureinrichtung um fast ein Drittel (14,5 Millionen Lei, Etat 2012 war ursprünglich 43 Millionen Lei) gekürzt hatte.
Nach seinem Ausscheiden aus der Regierung war Puiu Hașotti vom 20. Dezember 2012 bis zum 19. Dezember 2016 erneut Mitglied des Senatsausschusses für Menschenrechte, Religionen und Minderheiten. Des Weiteren war er seit dem 13. Februar 2013 Mitglied des Gemeinsamen Parlamentsausschusses zur Ausarbeitung von Gesetzesvorschlägen zu Wahlgesetzen, zur Änderung des Gesetzes über politische Parteien und des Gesetzes über die Finanzierung politischer Parteien und Wahlkämpfe, seit dem 17. September 2014 Mitglied des Gemeinsamen Parlamentsausschusses für die Beziehungen zur UNESCO sowie seit dem 2. März 2015 Mitglied des Gemeinsamen Parlamentsausschusses für die Ausarbeitung des Gesetzesvorschlags zur Revision der rumänischen Verfassung. Er engagierte sich des Weiteren vom 13. Februar 2013 bis zum 19. Dezember 2016 in den Freundschaftsgruppen zu den Parlamenten (Grupuri de prietenie cu Parlamentele) von Algerien, Kuwait und Tunesien. Ferner gehörte er vom 7. Februar 2013 bis zum 19. Dezember 2016 der Delegation des rumänischen Parlaments bei der Parlamentarischen Versammlung der OSZE als Mitglied an.